# Mittergars
Mittergars ist ein Gemeindeteil des Marktes Gars am Inn im oberbayerischen Landkreis Mühldorf am Inn.

## Lage
Das Pfarrdorf liegt südwestlich einer Inn-Schleife. Ein kleiner namenloser Zufluss des Inns durchfließt den Ort.

## Geschichte
Mittergars war eine Salzburger Hofmark und Propstei. Erzbischof Konrad I. schenkte es zwischen 1132 und 1137 als Mühle zu „Mitterngarze“ dem Kloster Au. Erst nach 1802 ging der Ort auf das weltliche Kurfürstentum Salzburg über und wurde schließlich 1809 dem Königreich Bayern eingegliedert.
1908 wurde die neue Pfarrkirche St. Michael mit Pfarrhof gebaut.
Im Zweiten Weltkrieg wurde bei Mittergars ein Lager des Außenlagerkomplexes Mühldorf des Konzentrationslagers Dachau errichtet.

### Eingemeindungen
Mittergars war eine Gemeinde im Landkreis Wasserburg am Inn mit folgenden Gemeindeteilen:
| - Gars Bahnhof - Haiden - Heuwinkl - Hochstraß | - Kaming - Krücklham - Lohen - Mailham | - Mittergars - Reiser - Spitzöd - Thal |

1971 wurde sie im Zuge der Gemeindegebietsreform nach Gars am Inn eingegliedert, der Landkreis Wasserburg wurde 1972 aufgelöst.

## Einrichtungen / Infrastruktur
In Mittergars gibt es einen Dorfladen und ein reges Vereinsleben.

### Verkehr
Im Süden führt die eingleisige Bahnstrecke Rosenheim–Mühldorf vorbei. Es gab den Haltepunkt Hp Mittergars. Er wird seit dem 15. Dezember 2019 nicht mehr bedient.
Neben der Bahn verläuft die Kreisstraße MÜ 19.
Mittergars liegt direkt am 520 km langen Inntalradweg.